# Jean-Baptiste Heslot
 (mai 2008).
Si vous disposez d'ouvrages ou d'articles de référence ou si vous connaissez des sites web de qualité traitant du thème abordé ici, merci de compléter l'article en donnant les références utiles à sa vérifiabilité et en les liant à la section « Notes et références ».
L'abbé Jean-Baptiste Heslot (24 mars 1808 - 7 août 1865) était un prêtre catholique français.

## Biographie
Né le 24 mars 1808 à Mayenne (Mayenne) et ordonné prêtre en 1831 grâce à ses études au grand séminaire du Mans, il devient curé d'Andouillé en 1847. Il se consacre à l'assistance des pauvres et à l'extinction de la mendicité. Il crée un bureau de bienfaisance à Andouillé. Encouragé par l'évêque, le conseil général et le gouvernement, il propagea ses idées sociales dans une brochure (publiée en 1849 chez Godbert à Laval) et dans divers journaux, notamment L'Écho de la Mayenne, et L'Indépendant de l'Ouest. Il fit reconstruire l'église d'Andouillé. L'abbé Heslot décède le 7 août 1865.

## Distinction
- Chevalier de la Légion d'honneur (8 septembre 1858)[2]

## Publications
- Bureau de bienfaisance d'Andouillé. Compte rendu... Laval, imp. d'H. Godbert, (s. d.). in-8 ̊, Bureau de bienfaisance d'Andouillé ;
- Essai sur la question de l'extinction de la mendicité : théorie et application, Laval : H. Godbert, 1849, in-8 ̊ , 120 p., 1850. 2e éd. 188 p. ;
- Pour une Aumône de 5 sous soixante messes, ou 12 messes par an pendant 5 ans. (Signé : Le curé d'Andouillé, J.-B. Heslot.) Laval : Impr. de Mary-Beauchêne, (1860), in-16. Pour l'achèvement de l'église.